# Амінопласти
Амінопла́сти (ізоміл, мелмекс, пласкон, поллопас, сканопал, ультрапас та ин.), пластмаси на основі аміноальдегідних смол, головним сечовино- та (і) меламіно-формальдегідних.
У склад А. входять наповнювачі — целюлоза, тальк, азбест, деревне борошно, скляне волокно або др, модифікуючі добавки- ді- або триетаноламін, тіосечовину, поліаміди, кремнійорганічні олігомери або полівініловий спирт; змащувальні речовини (до 0,5 % від маси А) — стеарин, стеарати Zn, Мо, Al, гліцерилстеарати; органічні і (або) мінеральні пігменти.
Випускають А. у вигляді пресматеріалів (порошків, гранул, волокнистих продуктів), шаруватих пластиків, пінопластів (див. карбамідо-формальдегідні пінопласти).

## Одержання
Технол. процес отримання А. включає синтез в'яжучого (див. меламіно-формальдегідні смоли, сечовино-формальдегідні смоли), просочення ним наповнювача, сушку композиції, її подрібнення і, при необхідності, таблетування або гранулювання. Просочення можуть бути здійснене двома способами — «мокрим» (поширеніший) і «сухим». У першому випадку наповнювача змішують з рідкою смолою, в другому тверду смолу, наповнювача і ін. компоненти суміщають в шнекових машинах з обігрівом, або на вальцях. Фарбувальні компоненти можуть бути введені при мокрому просоченні наповнювача або в порошкоподібний А., у останньому випадку застосовують змішувачі барабанного типу.
У виробн. А. переробляють пресуванням (135—170 °С, 25—50 МПа), литтям під тиском, ливарним пресуванням. Формування супроводжується затвердінням смоли з утворенням сітчастого полімеру.
Для пресування, в тому числі ливарного, використовують заздалегідь протаблетований матеріал. Меламіно-формальдегідні пластмаси, що переробляються при вищих температурах і тиску, аніж сечовино-формальдегіди, перед завантаженням в прес нагрівають гарячим повітрям, ІЧ-промінням, струмами ВЧ.
Операції таблетування і підігріву матеріалу виключаються при формуванні на пресах, які оснащені вузлом попередьої пластифікації, що забезпечує дозування прессматеріалу і скорочення часу його витримки під тиском. Проте в цьому випадку застосовують гранульований матеріал.
Затверділі амінопласти — міцні важкогорючі матеріали, стійкі до дії води, слабких к-т, розчинів лугів, органічних розчинників, змащувальних і трансформаторних олив, що мають високими електроізоляційні властивості, дугостійкість. Меламіно-формальд. пластики відрізняються від сечовино-формальдегідів більшою теплостійкістю (див. табл.), меншим водопоглинанням і усадкою.
| Властивості амінопластів                 | Властивості амінопластів                         | Властивості амінопластів       | Властивості амінопластів       |
| Показник                                 | Сечовино-формальдегід. в'яжуче і орг. наповнювач | Меламіно-формальдегід. в'яжучі | Меламіно-формальдегід. в'яжучі |
| Показник                                 | Сечовино-формальдегід. в'яжуче і орг. наповнювач | орг. наповнювач                | наповнювач — скловолокно       |
| ---------------------------------------- | ------------------------------------------------ | ------------------------------ | ------------------------------ |
| Щільність, г/см³                         | 1 45— 1 50                                       | 1,45-1 50                      | 1,8 20                         |
| Міцність, МПа                            |                                                  |                                |                                |
| при розтягу                              | 35—50                                            | 35-55                          | 25—40                          |
| при згині                                | 70-100                                           | 80—100                         | 80—110                         |
| при стиску                               | 100—200                                          | 150—250                        | 200—240                        |
| Ударна в'язкість, кДж/м²                 |                                                  |                                |                                |
| взірець без надрізу                      | 665—90                                           | 7.0-9,0                        | 30-40                          |
| взірець з надрізом                       | 15-2,0                                           | 1 5-2                          | 30-40                          |
| Температура розм'ягчення при згині, °С   | 130-150                                          | 150-180                        | 200                            |
| Теплопровідність, Вт (м К)               | 0.23-0 37                                        | 0.29-0.40                      | 0—63                           |
| Водопоглинання за 24 год при 20°С, мг    | 150-200                                          | 100 150                        | 50-100                         |
| Електрична міцність, кВ/мм               | 10—14                                            | 12—14                          | 10—12                          |
| Тангенс кута діелектричних втрат (50 Гц) | 0.1—0.5                                          | 0.1—0.5                        | 0.05—0.2                       |
| Діелектрична проникність (50 Гц)         | 5—9                                              | 6—10                           | 6—10                           |
| Електричний опір, Ом см                  | 1011                                             | 1011                           | 1012                           |
| Усадка, %                                | 0.7—12                                           | 0.8—1,2                        | 0.05—0.2                       |